# Maison de Roumanie
La Maison de Roumanie (en roumain : Casa Regală a României) est le nom de la dynastie qui a régné sur la Principauté de Roumanie de 1866 à 1881 et sur le royaume de Roumanie de 1881 à 1947. La famille royale de Roumanie a été fondée par le prince Charles de Hohenzollern-Sigmaringen, futur Carol Ier, premier roi de Roumanie. Ce prince était issu de la Maison de Hohenzollern-Sigmaringen, rameau cadet de la branche aînée de la Maison de Hohenzollern, dynastie impériale ayant régné sur l'Allemagne.

## Histoire
Les principautés unies de Roumanie sont créées en 1862. En 1859, le prince Alexandru Ioan Cuza réunit la Moldavie et la Valachie et devient le prince Alexandre-Jean Ier de Roumanie.
Ses réformes déplaisent à la noblesse roumaine, qui obtient sa destitution par le Parlement roumain en 1866 ; pour le remplacer, elles élisent un prince allemand, Karl von Hohenzollern-Sigmaringen, qui prend le nom de Carol Ier et fonde une dynastie héréditaire qui règne sur le pays durant 81 ans.
En 1881, la principauté de Roumanie est érigée en royaume de Roumanie.
Le 30 décembre 2007, lorsque cette dynastie adopta ses « nouvelles lois fondamentales de la famille royale de Roumanie », elle abandonna le nom Hohenzollern-Sigmaringen et ses titres allemands : dès lors, seuls ses titres roumains doivent lui être conférés et quant au trône de Roumanie, il n'est plus « revendiqué » mais « attendu », au sens que « si le peuple roumain le souhaite », le chef de la dynastie (Michel Ier jusqu'en 2016 et sa fille Margareta depuis) est « prêt à en assumer la charge ».

## Liste des souverains
| Rois de Roumanie | Nom           | Consorts | Nom                         |
| ---------------- | ------------- | -------- | --------------------------- |
|                  | Carol Ier     |          | Élisabeth de Wied           |
|                  | Ferdinand Ier |          | Marie de Saxe-Cobourg-Gotha |
|                  | Carol II      |          | Hélène de Grèce             |
|                  | Michel Ier    |          | Anne de Bourbon-Parme       |
|                  | Margareta     |          | Radu Duda                   |

## Généalogie
- Charles-Antoine de Hohenzollern-Sigmaringen (1811-1885), prince de Hohenzollern-Sigmaringen
  -  Carol Ier (1839-1914), roi de Roumanie
    - Marie de Hohenzollern-Sigmaringen, princesse de Roumanie

  - Léopold de Hohenzollern-Sigmaringen (1835-1905), prince de Hohenzollern-Sigmaringen
    -  Ferdinand Ier (1865-1927), roi de Roumanie
      -  Carol II (1893-1953), roi de Roumanie
        -  Michel Ier (1921-2017), roi de Roumanie
          -  Margareta (1949), Gardienne de la Couronne de Roumanie
          - Elena de Roumanie (1950), princesse de Roumanie
          - Irina de Roumanie (1953), princesse de Roumanie
          - Sofia de Roumanie (1957), princesse de Roumanie
          - Marie de Roumanie (1964), princesse de Roumanie

      - Élisabeth de Hohenzollern-Sigmaringen (1894-1956), reine des Hellènes
      - Marie de Hohenzollern-Sigmaringen (1900-1961), reine de Yougoslavie
      - Nicolas de Hohenzollern-Sigmaringen (1903-1978), prince de Roumanie
      - Ileana de Hohenzollern-Sigmaringen (1909-1991), archiduchesse d'Autriche
      - Mircea de Hohenzollern-Sigmaringen (1913-1916), prince de Roumanie

## Différence entre «famille royale» et «Maison royale»
La famille royale de Roumanie (également appelée « maison royale de Roumanie », parfois en référence à la dynastie roumaine, dans son développement historique), qui est une institution, une communauté familiale légalement définie la famille biologique (étendue) du roi, qui comprend également des membres proches mais non dynastiques (qui ne sont pas inclus dans la lignée de succession au trône roumain) et d'autres parents plus éloignés. La famille royale de Roumanie, au sens d'institution, est légalement définie par le document appelé les normes fondamentales de la famille royale de Roumanie (le statut).
Contrairement à la croyance populaire, une simple relation avec le roi (par le sang ou le mariage) ne suffit pas pour qu'une personne soit membre de cette institution. Outre la condition de parenté, l'intéressé doit se voir accorder le titre royal par le chef de famille (ou ne pas avoir expressément perdu une qualité acquise par la naissance) et doit se conformer aux dispositions du statut.
Concernant le terme « maison royale », il faut ne pas confondre :
- la maison royale de Roumanie (synonyme de la signification de la famille royale au pouvoir, celle d'institution ou de dynastie historiquement développée) ;
- la Maison de Sa Majesté le Roi de Roumanie, qui représente l'appareil administratif, civil et militaire (employés de l'État ou de la famille), qui soutient le souverain ;
- la maison du roi, au sens physique de bâtiment, de résidence royale.

Le terme traditionnel « cour royale » a, comme le métonyme « palais », une signification large et très ambiguë pouvant se référer, selon le contexte :
- à la famille royale (dans les deux sens mentionnés) ;
- à la Maison de Sa Majesté le Roi de Roumanie ;
- à tous les hauts gradés, ministres, diplomates, etc. qui sont directement liés au Souverain et sont fréquemment reçus par lui ;
- aux résidences royales.